# Tomilino
Tomilino (russisch Томи́лино) ist eine Siedlung städtischen Typs in der Oblast Moskau mit 30.605 Einwohnern (Stand 14. Oktober 2010).

## Geografie

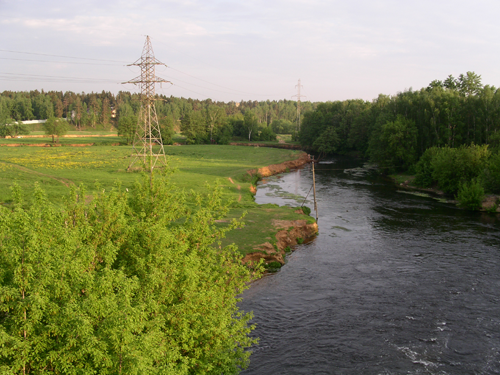
Die Pechorka bei Tomilino

Die Siedlung liegt etwa 25 Kilometer südöstlich von Moskau an der Pechorka, einem kleinen linken Nebenfluss der Moskwa.
Tomilino gehört zum Rajon Ljuberzy, dessen Verwaltungszentrum Ljuberzy unmittelbar nordwestlich an die Siedlung anschließt. Der Siedlung Tomilino sind die Dörfer Chlystowo, Jegorowo, Kirillowka, Mirny, Schilino-1, Schilino-2, Tokarjowo, Tschassownja und Tschkalowo unterstellt.

## Geschichte
Im 19. Jahrhundert gehörte das Gebiet der heutigen Siedlung der Fürstenfamilie Obolenski. In den 1880er Jahren entstand hier eine Landhaussiedlung. Als Gründungsjahr gilt 1894, als hier der bekannte Handelsunternehmer Tomilin ein Haus errichten ließ, nach welchem die Siedlung in Folge benannt wurde.
Nach dem Zweiten Weltkrieg wurden in einer Datscha in Tomilino zeitweise die deutschen Generäle Friedrich Paulus, Vincenz Müller und Arno von Lenski gefangen gehalten.
Nach 1945 wurde um den Ort Industrie angesiedelt; 1961 erhielt er schließlich den Status einer Siedlung städtischen Typs.

### Bevölkerungsentwicklung

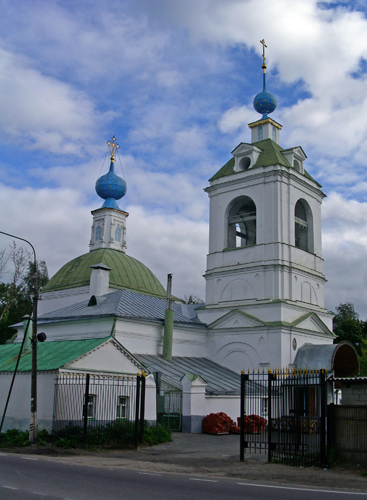
Mariä-Himmelfahrts-Kirche im Ortsteil Schilino

| Jahr | Einwohner |
| ---- | --------- |
| 1939 | 13.470    |
| 1959 | 16.514    |
| 1970 | 22.682    |
| 1979 | 26.017    |
| 1989 | 27.736    |
| 2002 | 28.545    |
| 2010 | 30.605    |

Anmerkung: Volkszählungsdaten

## Kultur und Sehenswürdigkeiten
Im zu Tomilino gehörenden Dorf Schilowo ist die Mariä-Himmelfahrts-Kirche (церковь Успения Пресвятой Богородицы/zerkow Uspenija Preswjatoi Bogorodizy) aus dem 18. Jahrhundert erhalten.
In der Siedlung selbst befindet sich die Kapelle der Ikone der Gottesmutter von Wladimir; bei der Bahnstation steht ein Puschkin-Denkmal.

## Wirtschaft und Infrastruktur
In und um Tomilino befindet sich eine Reihe von Forschungs- und Produktionsbetrieben insbesondere aus dem Luft- und Raumfahrtsektor. Dazu gehören NPP Swesda, ein Hersteller für Flugzeug- und Raumfahrtlebenserhaltungssysteme, das Moskauer Hubschrauberwerk „M. L. Mil“, ein Werk für Diamantwerkzeuge (TomAl) und ein 1958 gegründetes Werk für elektronische Geräte (TSPP). Daneben gibt es Betriebe der Textil- und Lebensmittelindustrie.
Die Siedlung liegt an der Eisenbahnstrecke Moskau–Rjasan (Streckenkilometer 25; Vorortverkehr vom Moskauer Kasaner Bahnhof).
Die Fernstraße M5 Moskau–Rjasan–Samara–Tscheljabinsk führt südwestlich an Tomilino vorbei.

## Söhne und Töchter des Ortes
- Anna Konkina (* 1947), Radrennfahrerin